# Кінтанілья-де-Онесімо
Кінтанілья-де-Онесімо (ісп. Quintanilla de Onésimo) — муніципалітет в Іспанії, у складі автономної спільноти Кастилія-і-Леон, у провінції Вальядолід. Населення — 1140 осіб (2010).
Муніципалітет розташований на відстані близько 150 км на північ від Мадрида, 30 км на схід від Вальядоліда.

## Демографія
Динаміка населення (INE ):

## Галерея зображень

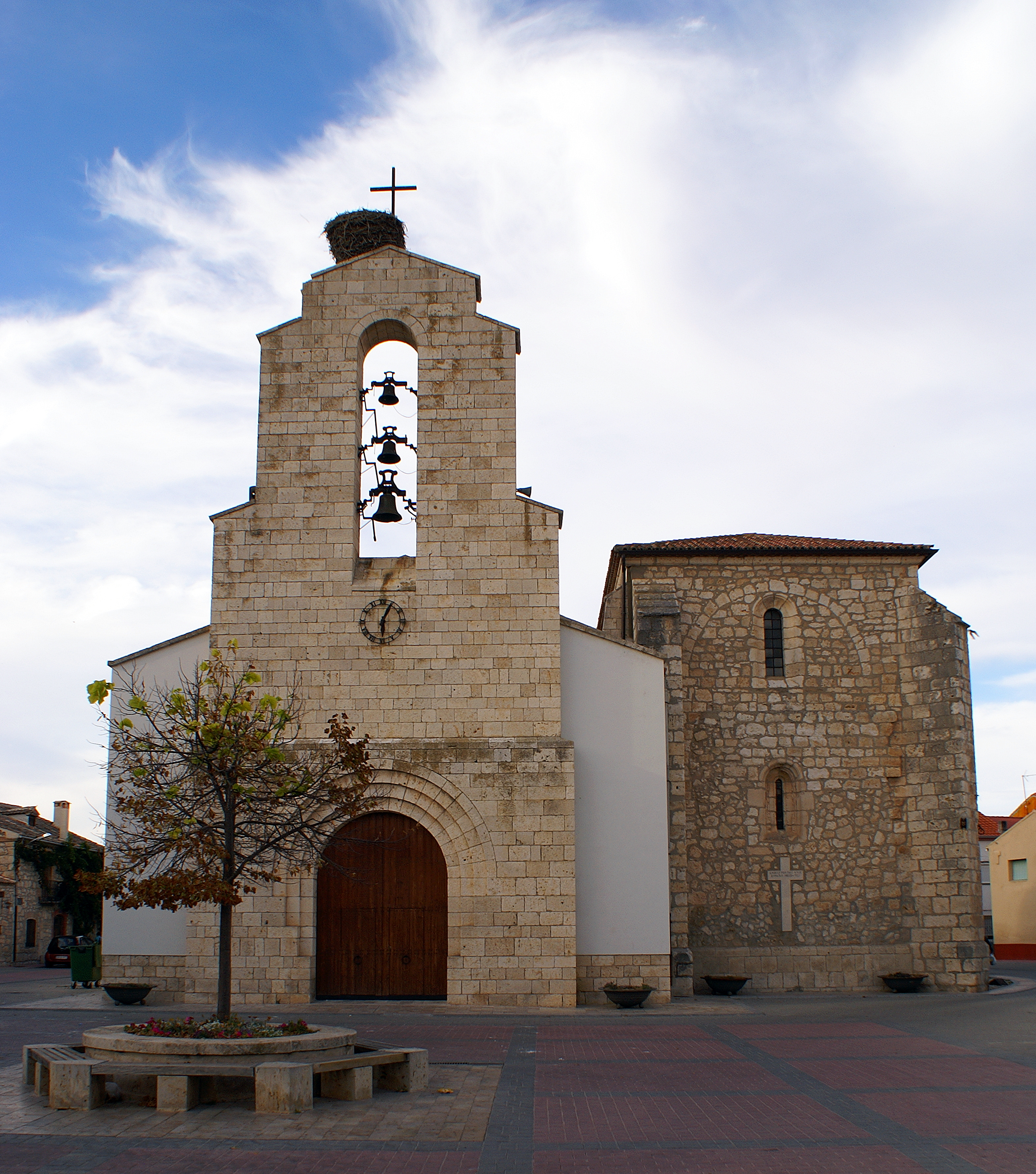
Церква Сан-Мільян